# Khildesinda
Khildesinda fou una suposada princesa merovíngia filla del rei de Nèustria Khilperic I (539- 584) i de la reina Audovera (533- 580).
Personatge introduït el 727 pel Liber Historiae Francorum, Khildesinda forma part de l'epopeia coneguda sota el nom de Khilperic repudia Audovera. Gregori de Tours (539 † 594), tanmateix ben informat i contemporani d'aquestes persones, no la menciona, ni tampoc esmenta la causa de la separació de Khilperic i Audovera. Godefroid Kurth en el seu llibre Història Poètica dels Merovingis ens diu que: "Formulada per primera vegada el 692, la història, que se suposa passava cap a mitjan segle vi, perd tota versemblança, i traeix amb això la seva procedència molt més recent".